# Biquinhoboy
Biquinhoboy é um personagem de histórias em quadrinhos Disney, ele é uma variante do personagem Biquinho, sobrinho do Peninha. Biquinhoboy vive junto com seu tio, Pena das Selvas, alter-ego do Peninha.
Baseado no personagem Boy, filho adotivo de Tarzan, do filme O Filho de Tarzan.
Criado no Brasil, em 1982, teve sua primeira história publicada em 1983, Perdido na cidade perdida, de Ivan Saidenberg. Participa de 14 histórias em quadrinhos, todas publicadas no Brasil, pela Editora Abril. Também foi publicada em outros países, dentre estes, a Itália, com o maior número de histórias, oito.

## Nome em outros idiomas
- Inglês: Biquinhoboy
- Norueguês: Dankert